# Desa Ngumpul (administrativ by i Indonesien, lat -7,59, long 111,85)
Desa Ngumpul är en administrativ by i Indonesien.   Den ligger i provinsen Jawa Timur, i den västra delen av landet, 600 km öster om huvudstaden Jakarta.